# La Fayette (Illinois)
La Fayette és una vila dels Estats Units a l'estat d'Illinois. Segons el cens del 2000 tenia 227 habitants.

## Demografia
Segons el cens del 2000, La Fayette tenia 227 habitants, 91 habitatges, i 63 famílies. La densitat de població era de 486,9 habitants/km².
Dels 91 habitatges en un 30,8% hi vivien nens de menys de 18 anys, en un 59,3% hi vivien parelles casades, en un 6,6% dones solteres, i en un 29,7% no eren unitats familiars. En el 24,2% dels habitatges hi vivien persones soles el 15,4% de les quals corresponia a persones de 65 anys o més que vivien soles. El nombre mitjà de persones vivint en cada habitatge era de 2,49 i el nombre mitjà de persones que vivien en cada família era de 2,98.
Per edats la població es repartia de la següent manera: un 27,3% tenia menys de 18 anys, un 5,3% entre 18 i 24, un 22,9% entre 25 i 44, un 23,3% de 45 a 60 i un 21,1% 65 anys o més.
L'edat mediana era de 40 anys. Per cada 100 dones de 18 o més anys hi havia 83,3 homes.
La renda mediana per habitatge era de 26.563 $ i la renda mediana per família de 28.125 $. Els homes tenien una renda mediana de 28.125 $ mentre que les dones 20.893 $. La renda per capita de la població era de 15.002 $. Aproximadament el 9% de les famílies i el 13,2% de la població estaven per davall del llindar de pobresa.

## Poblacions properes
El següent diagrama mostra les poblacions més properes.